# Stambolovo (Sofia)
Stambolovo (Bulgaars: Стамболово) is een dorp in het westen van Bulgarije. Het dorp is gelegen in de gemeente Ichtiman in de oblast Sofia. Het dorp ligt 52 km ten oosten van de hoofdstad Sofia.

## Bevolking
Op 31 december 2020 telde het dorp Stambolovo 532 inwoners. Het aantal inwoners vertoont al jaren een dalende trend: in 1956 had het dorp nog 961 inwoners.
| Bevolkingsontwikkeling tussen 1934 en 2020          |
| --------------------------------------------------- |
|                                                     |
| Bron: Nationaal Statistisch Instituut van Bulgarije |

Het dorp heeft een overwegend Bulgaarse bevolking. In 2011 identificeerden 515 van de 516 ondervraagden zichzelf met de "Bulgaarse etniciteit", oftewel 99,8% van alle ondervraagden. 
| Etnische samenstelling van de respondenten (2011) | Etnische samenstelling van de respondenten (2011) | Etnische samenstelling van de respondenten (2011) | Etnische samenstelling van de respondenten (2011) | Etnische samenstelling van de respondenten (2011) |
| ------------------------------------------------- | ------------------------------------------------- | ------------------------------------------------- | ------------------------------------------------- | ------------------------------------------------- |
|                                                   |                                                   |                                                   |                                                   |                                                   |
| Bulgaren                                          | Bulgaren                                          |                                                   | 99,8%                                             | 99,8%                                             |
| Turken                                            | Turken                                            |                                                   | 0,0%                                              | 0,0%                                              |
| Roma                                              | Roma                                              |                                                   | 0,0%                                              | 0,0%                                              |
| Anders/Onbekend                                   | Anders/Onbekend                                   |                                                   | 0,2%                                              | 0,2%                                              |